# Seznam baskovskih skladateljev
Seznam baskovskih skladateljev.

## A
- Juan Crisóstomo Arriaga

## G
- Jesús Guridi

## R
- Maurice Ravel